# Centro Acuático de la Villa Deportiva Nacional
El Centro Acuático de la Villa Deportiva Nacional es una instalación deportiva acuática ubicado en la Villa Deportiva Nacional en Lima, Perú.

En este escenario se realizan las competencias de natación, natación artística, clavados y para-natación de los Panamericanos y Parapanamericanos , las cuatro disciplinas son clasificatorias para los Juegos Olímpicos de Tokio 2020. El recinto está certificado por la Federación Internacional de Natación (FINA).

## Entrega
El 4 de junio de 2019 se hizo el acto protocolar de entrega, participaron la ministra de Transportes y Comunicaciones, María Jara; el presidente de Panam Sports, Neven Ilic; el director ejecutivo de Lima 2019, Carlos Neuhaus Tudela; así como el titular de la Federación Peruana de Natación, Eduardo Tabini y la presidenta de la Asociación Nacional Paralímpica del Perú, Lucha Villar, quienes firmaron el convenio para que sus deportistas comiencen a prepararse en este moderno escenario para los Juegos Lima 2019. 

Luego de la ceremonia, la selección de Natación Artística (antes nado sincronizado) y los Para-nadadores, realizaron demostraciones en las nuevas piscinas. A la vez, los seleccionados de Natación entrenaron en la piscina principal del moderno escenario.

## Descripción
El Centro Acuático de la Villa Deportiva Nacional cuenta tres piscinas: una piscina de calentamiento de 50 metros de largo, 25 metros de ancho y 2 metros de profundidad; además de una alberca olímpica de competencia para Natación de 50 metros de largo, 25 metros de ancho y 3 metros de profundidad. Por último, existe una piscina de Clavados de 21 metros de largo, 25 metros de ancho y 5,5 metros de profundidad.

El recinto acuático es uno de los tres escenarios que Lima 2019 construyó en la Videna. Tiene vestidores y duchas, zona común para competidores, zona para jueces, tópico para atletas y espectadores, zona mixta para periodistas acreditados y zona para el control antidopaje. 

El escenario fue construido en su totalidad por el Comité Organizador de los Juegos Lima 2019 y en la actualidad, es uno de los más modernos del continente, pudiendo albergar en el futuro las competencias más importantes a nivel internacional.